# Acronicta fumeola
Acronicta fumeola là một loài bướm đêm trong họ Noctuidae.